# Verlinghem
Verlinghem (Nederlands: Everlingem ) is een gemeente in het Franse Noorderdepartement (Frans: département du Nord) (regio Hauts-de-France) en telde op 1 januari 2022 2.678 inwoners. De plaats maakt deel uit van het arrondissement Rijsel. De oorspronkelijke naam van het dorp is Everlinghem (11e eeuw). Er werd Vlaams gesproken tot in de 18e eeuw.

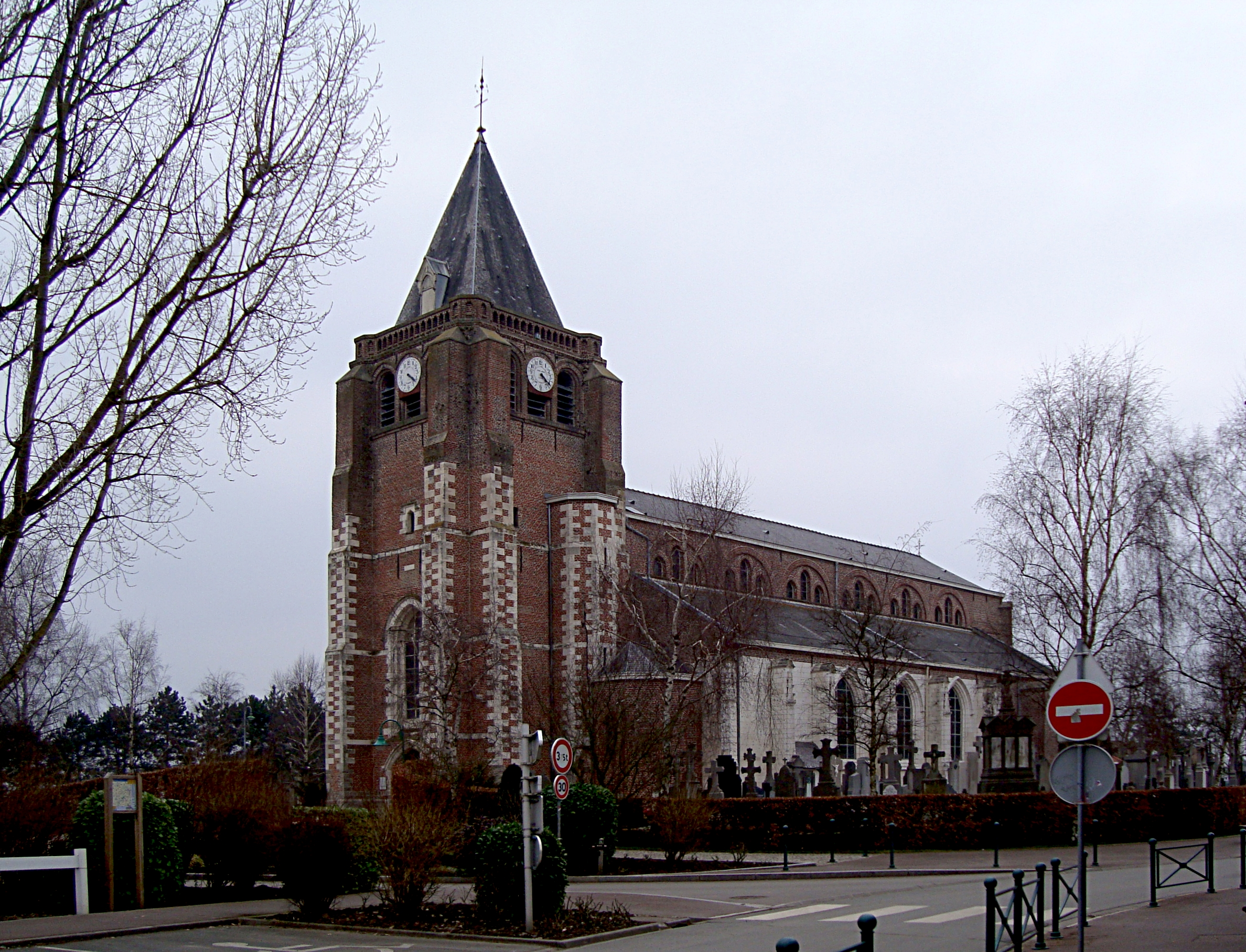
Dorpscentrum met de Sint-Chrysoliuskerk

## Geografie
De oppervlakte van Verlinghem bedroeg op 1 januari 2022 10,08 vierkante kilometer; de bevolkingsdichtheid was toen 265,7 inwoners per km². Verlinghem ligt op een hoogte van 29 meter ten westen van de Deule

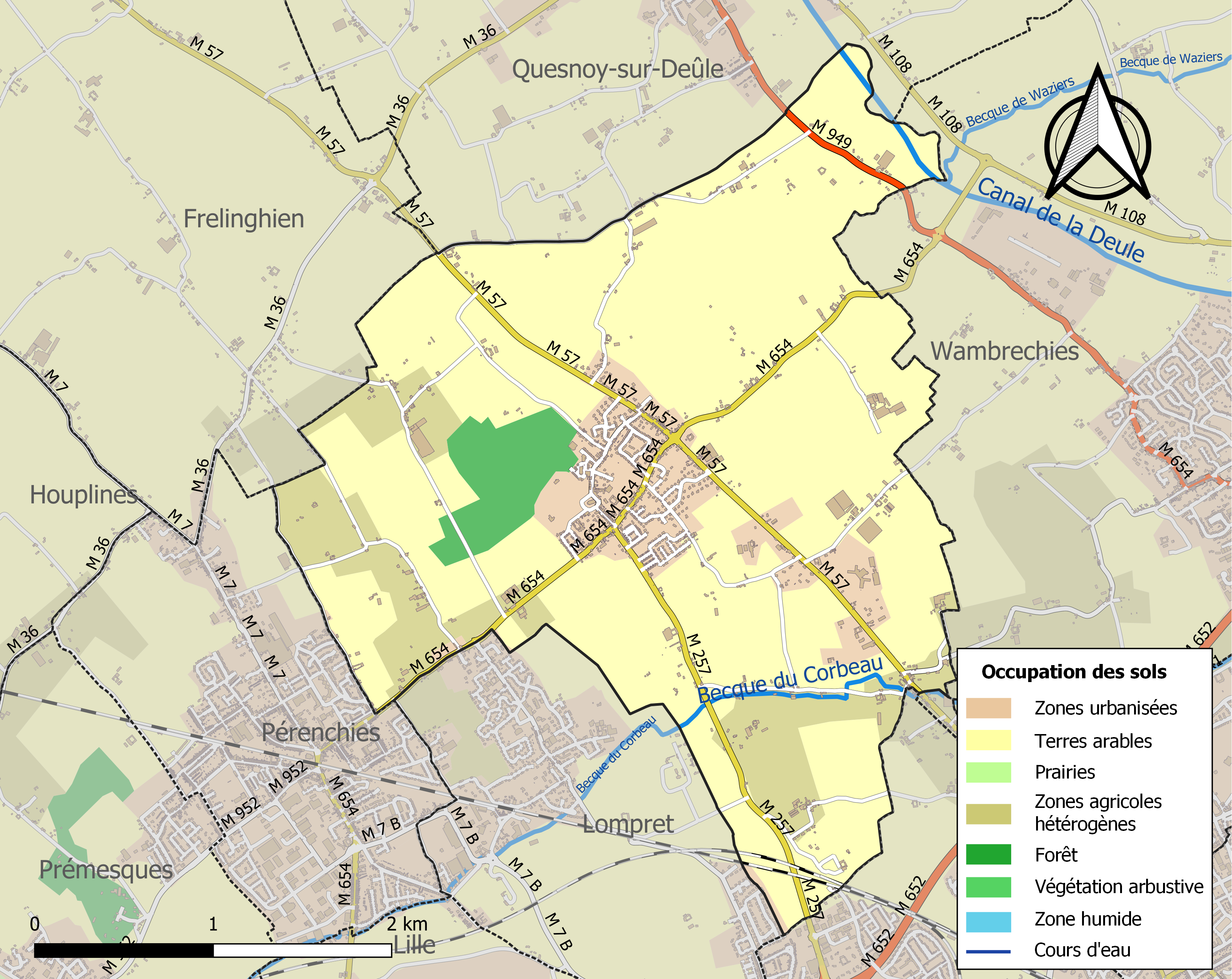
Kaart van de gemeente met belangrijkste infrastructuur, bodemgebruik en omliggende gemeenten

## Bezienswaardigheden

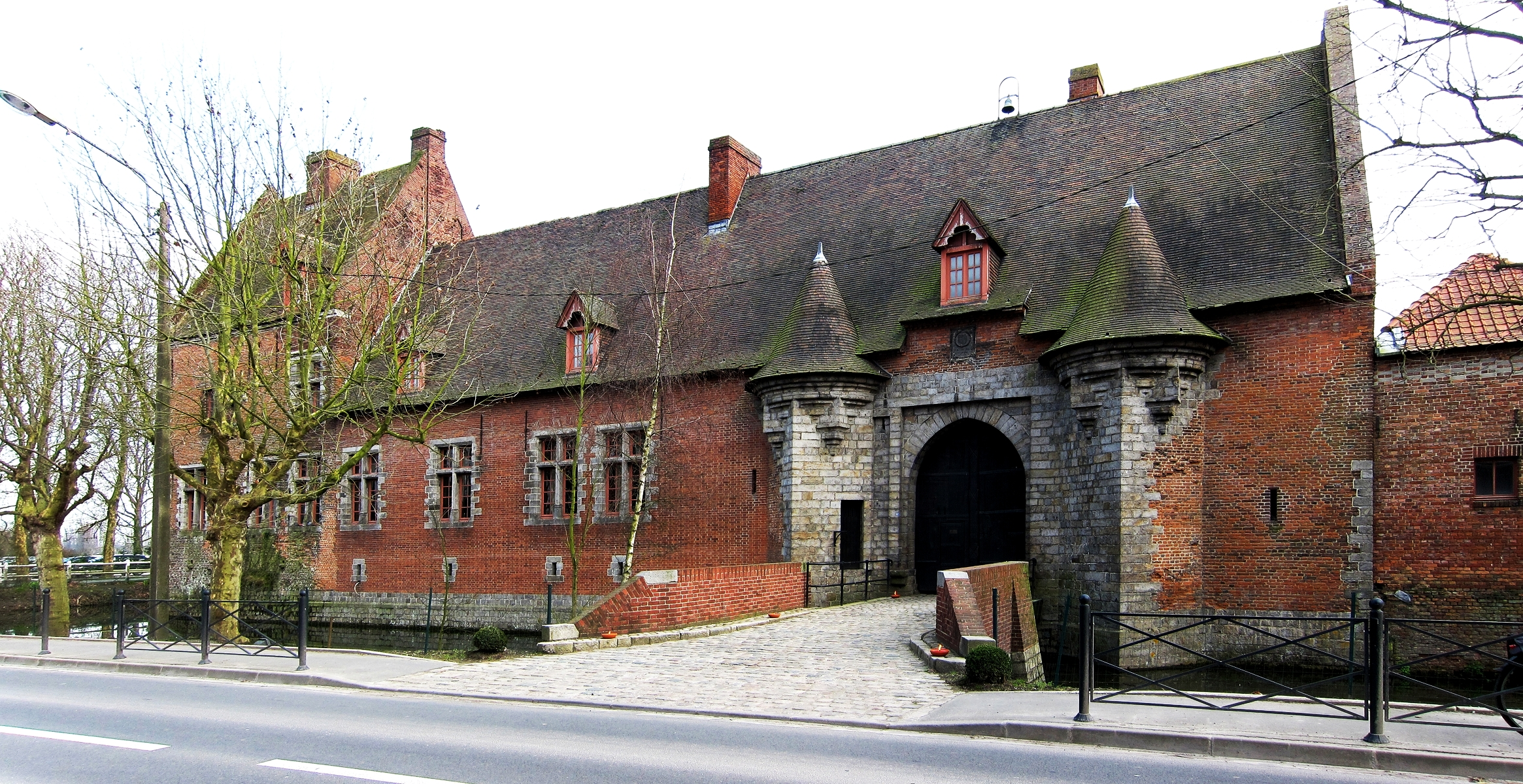
De Tempeliershoeve

- de Sint-Chrysoliuskerk (Eglise Saint-Chrysole)
- de Sint-Chrysoliusbron (Fontaine Saint-Chrysole), waar volgens de overlevering de heilige Chrysolius een bron zou hebben doen ontstaan
- het Deutscher Soldatenfriedhof Verlinghem, een begraafplaats waar 1157 Duitse gesneuvelden uit de Eerste Wereldoorlog rusten
- de Tempeliershoeve (Ferme des Templiers), een versterkte hoeve uit de 16de eeuw

## Demografie
Onderstaande figuur toont het verloop van het inwonertal (bron: INSEE-tellingen).

## Nabijgelegen kernen
Pérenchies, Frelinghien, Quesnoy-sur-Deûle, La Madeleine